# Huis-elf
Huis-elfen (Engels: house-elves) zijn wezens uit de serie boeken rond Harry Potter van de Britse schrijfster J.K. Rowling.

## Achtergrond
Een huis-elf is een soort slaaf en is gebonden aan een tovenaarsfamilie, die hij of zij tot aan zijn dood moet dienen. Vaak worden ze ingezet in het huishouden. De meeste huis-elfen willen dit ook graag en vinden werken fijn.
Huis-elfen zijn middels een magische band gebonden aan hun meesters. Die band houdt in dat ze geen bevelen van hun meester kunnen negeren en ze zichzelf moeten straffen als ze iets doen dat hun meester nooit goed zou vinden, ongeacht wat hun persoonlijke mening over hun meester is. De huis-elf voelt zich na de straf minder schuldig. Huis-elfen beschikken over hun eigen vorm van magie waarmee ze o.a. van de ene naar de andere plek kunnen reizen en hun taken kunnen vervullen. Ze hebben voor deze magie geen toverstok nodig, zoals tovenaars en heksen.
De manier waarop huis-elfen gebonden zijn aan een meester varieert. Sommige elfen zijn gebonden aan een bepaalde familie en beschouwen alleen leden van die familie als hun meesters. Anderen zijn gebonden aan een bepaald huis of gebouw en beschouwen de eigenaar van dit gebouw als hun meester. Het schijnt ook dat ze alleen rijke families dienen daar Ron een keer wenste dat zijn familie rijk genoeg was om zich een huis met huis-elf te kunnen veroorloven.
Ze kunnen vrijgelaten worden door ze een kledingstuk te geven, maar dit is de nachtmerrie van bijna elke huis-elf. Ze zien dat als een schande. Het is voor een huis-elf juist een eer om je familie te dienen tot aan je dood. Huis-elfen dragen dan ook geen kleren, in plaats daarvan dragen ze andere stukken textiel: theedoeken, kussenslopen of gewoon een oude gore lap.

## Meningen over huis-elfen
Voor de meeste tovenaars zijn huis-elfen de normaalste zaak van de wereld. Ook het feit dat men ze slechts als dienaar ziet is voor veel tovenaars normaal.
In het vierde deel begint Hermelien Griffel met de S.H.I.T. (Stichting Huis-elf voor Inburgering en Tolerantie). Deze stichting moet ervoor zorgen dat de huis-elfen meer begrip krijgen van tovenaars en worden gezien als volwaardige wezens. Dat betekent onder andere dat de wezens betaald krijgen, en uiteindelijk op de langere termijn gaan werken bij het Ministerie van Toverkunst. Helaas voor Hermelien is zij een van de weinige mensen die vindt dat de huis-elfen achter zijn gesteld, en de meeste beschouwen de S.H.I.T. dan ook als een grote grap.

## Huis-elfen in de boeken
In de boeken komt een aantal huis-elfen voor. De belangrijkste zijn Dobby, Winky en Knijster. Ook werken er een heleboel huis-elfen in de keuken van Zweinstein, meestal onzichtbaar voor de leraren en leerlingen.
Dobby is ook de enige huis-elf waarvan het bekend is dat hij geen familie wil dienen. Hij werkt op Zweinstein voor het loon van één galjoen per week en een dag per maand vrij. Aanvankelijk bood in deel vier Albus Perkamentus meer namelijk 10 galjoenen per week en elk weekend vrij, maar dat heeft Dobby wegonderhandeld. Hij wilde vooral niet te veel verdienen want zo veel vrijheid kon hij zichzelf niet veroorloven. In het laatste boek redt Dobby Harry, Ron, Hermelien, Loena, Grijphaak de kobold en de toverstokkenmaker Olivander uit de kelder van de familie Malfidus, waar hij geraakt wordt door een dolk die op Harry was gericht en sterft. Dit bewijst dat Dobby wel trouw was, ondanks het feit dat hij niet wilde dienen.
Tijdens de Slag om Zweinstein vechten de huis-elfen van Zweinstein onder leiding van Knijster mee tegen de dooddoeners.

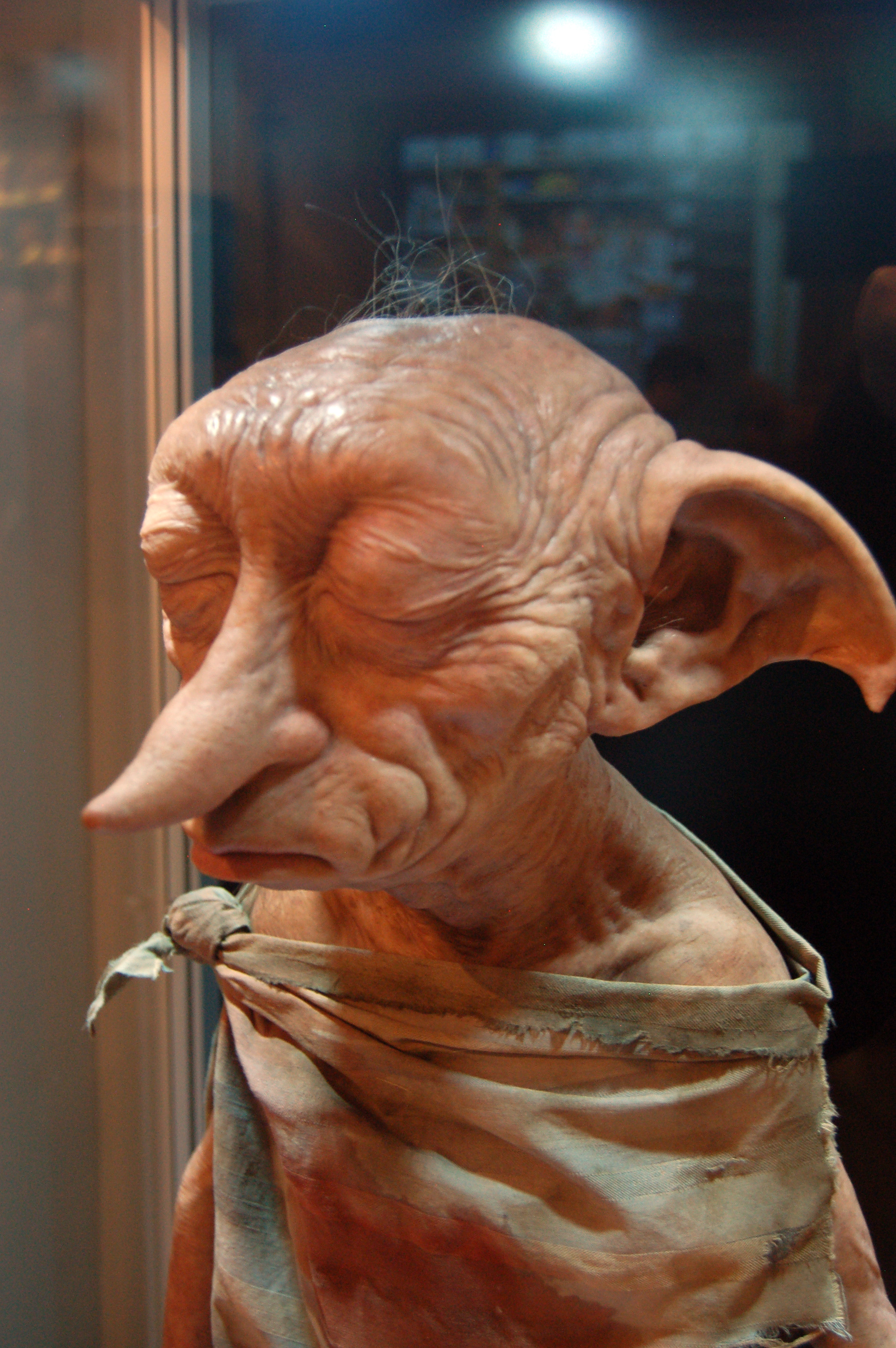
Dobby, in de film
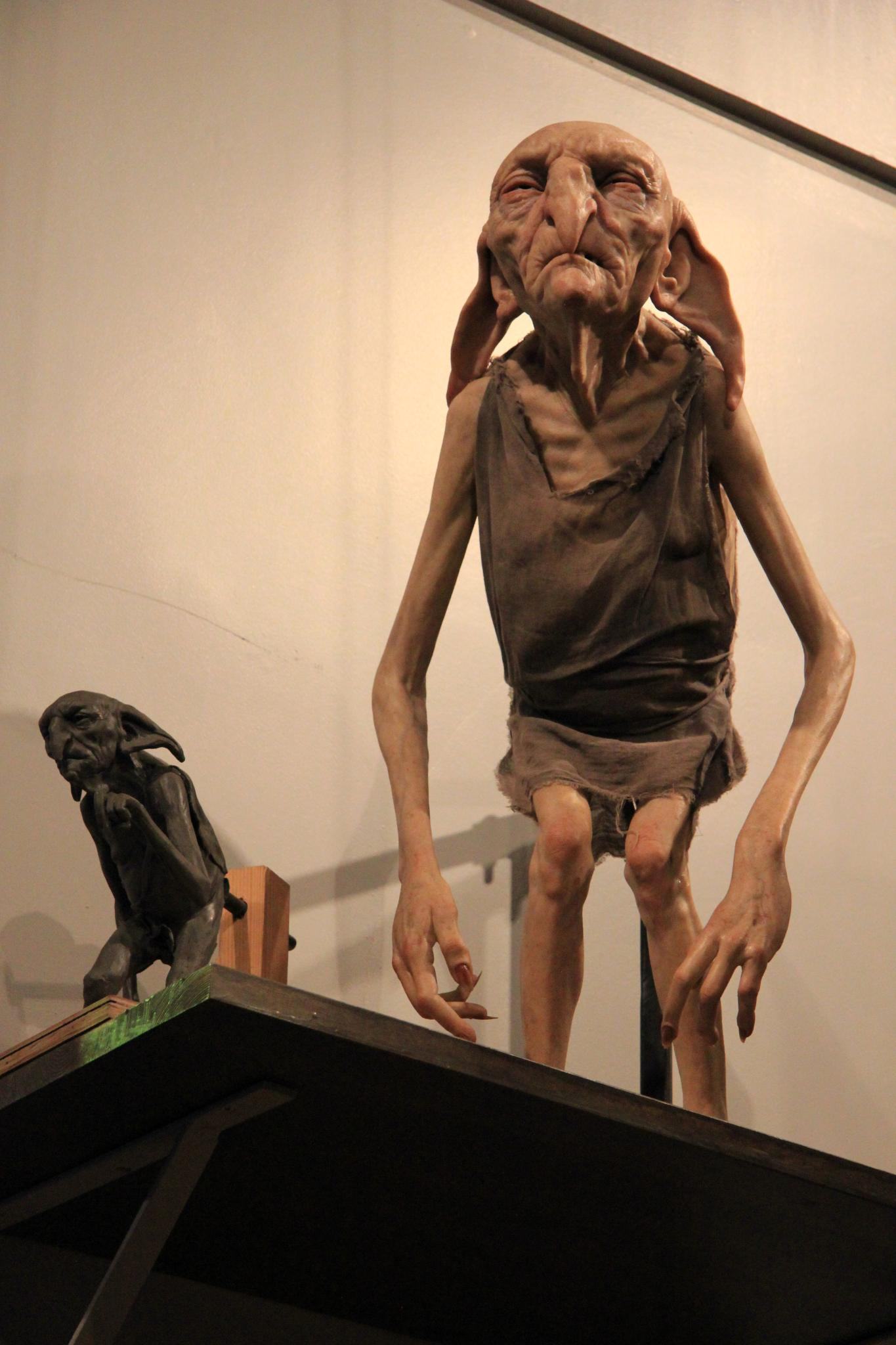
Knijster, in de film